# Замок на воде

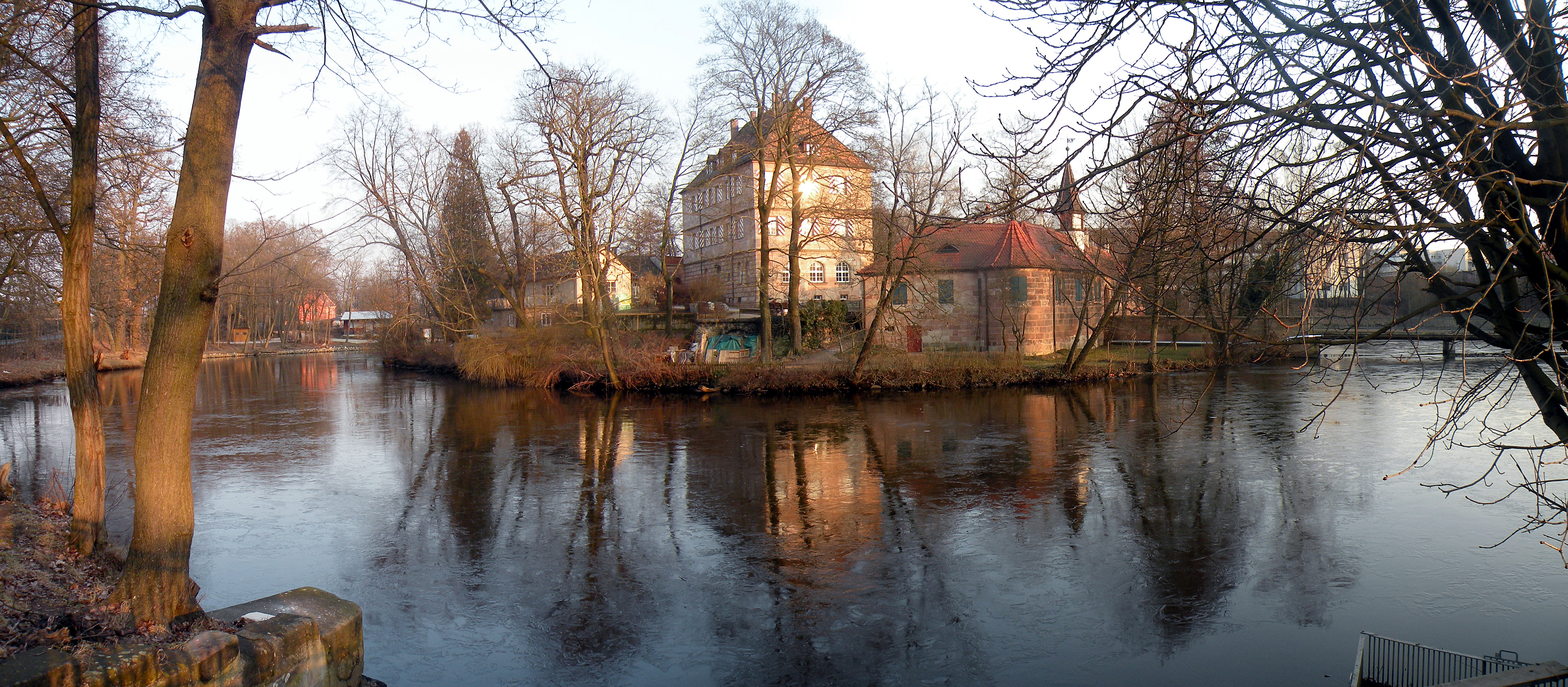
Нюрнберг. Замок на воде

За́мок на воде́ (Вассершлосс; нем. Wasserschloss; реже: крепость на воде, вассербург; нем. Wasserburg) представляет собой уединённо стоящее строение или группу строений, со всех сторон окружённых водной преградой, образованной либо искусственно созданным, либо естественным водоёмом. Нередко такое размещение здания вызвано желанием придать ему оборонительный характер.

## Лингвистические аспекты

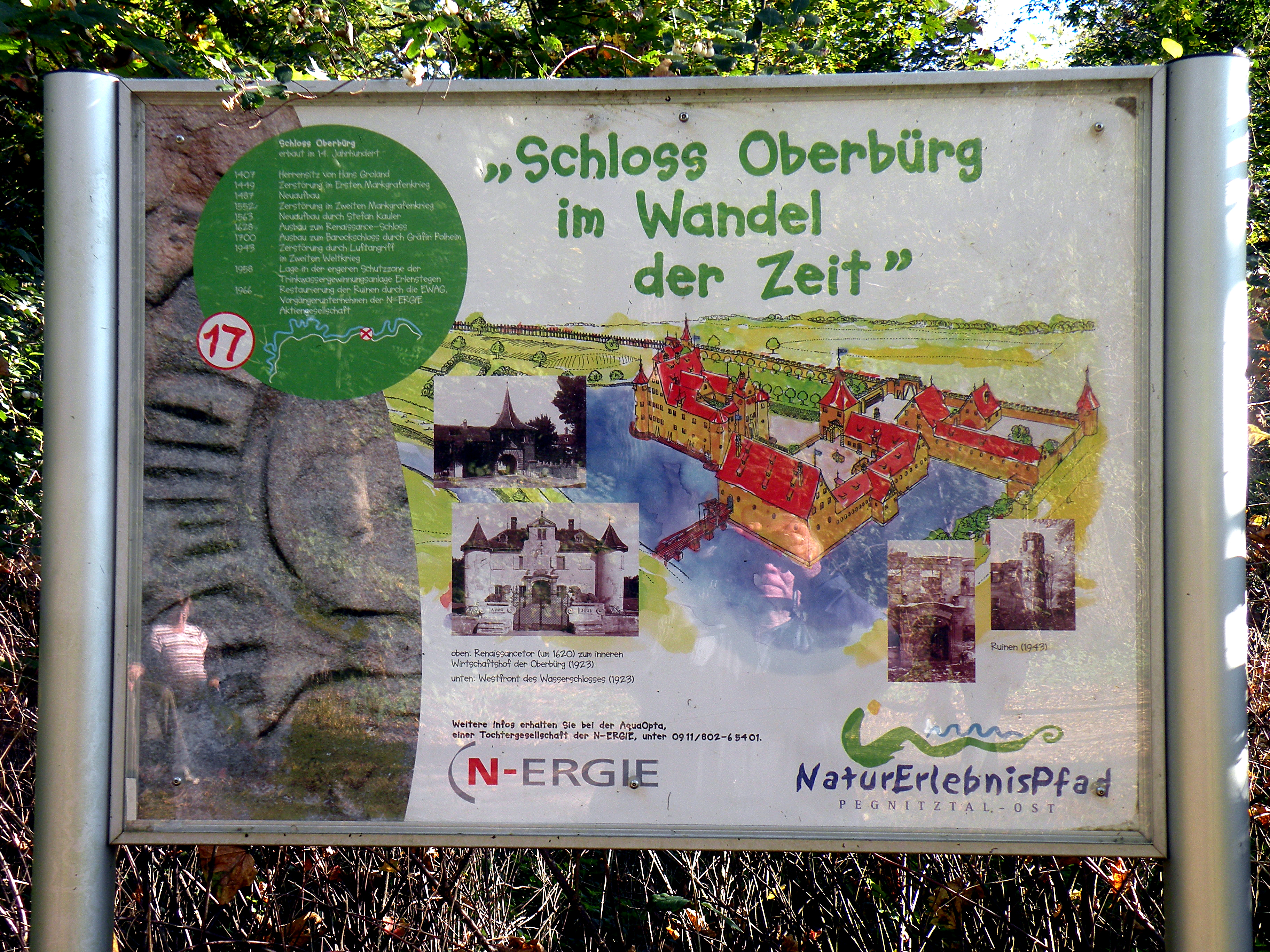
Нюрнберг. Перспективный план замка на воде Обербюрг

Во многих языках, включая русский, специального термина для обозначения такого строения не существует; некоторые языки заимствуют нем. Wasserschloss или нем. Wasserburg из немецкого.
В немецком языке чёткого разделения между понятиями нем. Schloss или нем. Burg нет. Так, на реке Неккар стоят напротив друг друга за́мки Хорнек (нем. Schloss Horneck) и Гуттенберг (нем. Burg Guttenberg).
Однако существует тенденция называть Burg строение, имеющее архитектурный облик крепости, а термин Schloss чаще относится к дворцу.
Островной замок — частный вид замка, со всех сторон окружённого водой, но не занимающего собой всё пространство суши, на которой он построен.

## Германия
В Германии ещё со времён средневековья возникли два типа замков — один в виде укреплённого сооружения, стоящего на суше (этот тип использовался преимущественно в центральной и южной частях Германии) и замок на воде, более типичный для равнинных районов.

### Обербюрг
Расположен к востоку от Нюрнберга на берегу реки Пегниц. Построен в XIV в. В 1407 г. известен как владение некоего Ганса Гроланда. В 1449 году разрушен в Первую маркграфскую войну. Построен заново в 1487 г. В 1552 г. разрушен снова во Вторую маркграфскую войну. В 1563 г. замок восстанавливает Стефан Каулер. В 1628 г. перестроен в стиле ренессанса. В 1700 г. графиня Полхайм перестраивает замок в стиле барокко. В 1943 г. здание уничтожено в результате бомбардировки с воздуха. В 1966 г. проведена консервация руин силами Акционерного энергетического общества Нюрнберга N-Energie.

### Шверин

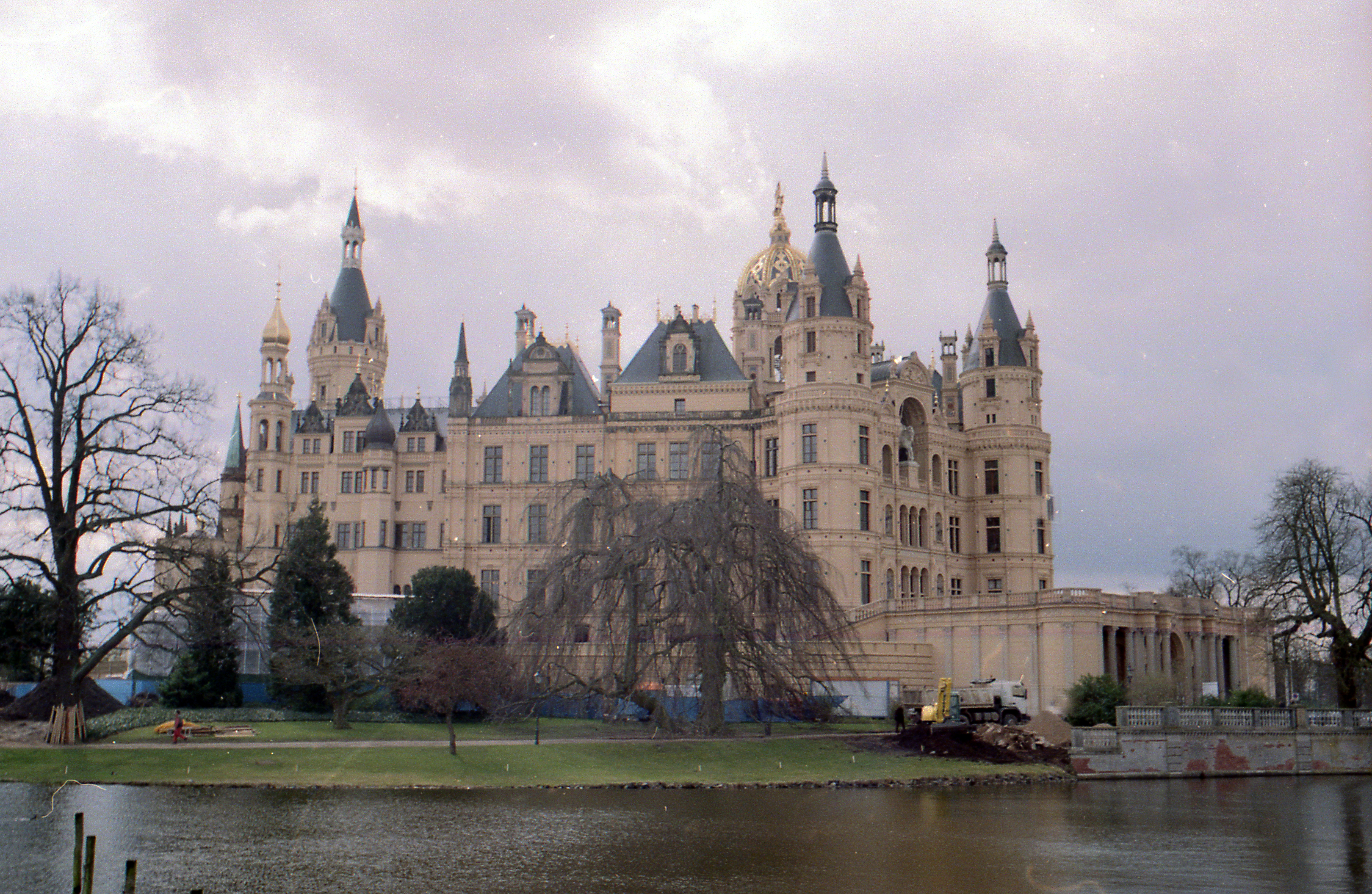
Замок на воде в Шверине

Построен в 1843—1857 годах в подражание замку Шамбор во Франции под Орлеаном по проекту придворного архитектора Георга Адольфа Демлера. С учётом того, что с развитием артиллерии за́мки потеряли своё первоначальное, оборонительное значение, замок расположен на небольшом острове исключительно в декоративных целях. Наиболее древней частью здания является капелла (1560—1563), расположенная в северном флигеле.

### Меспельбрунн

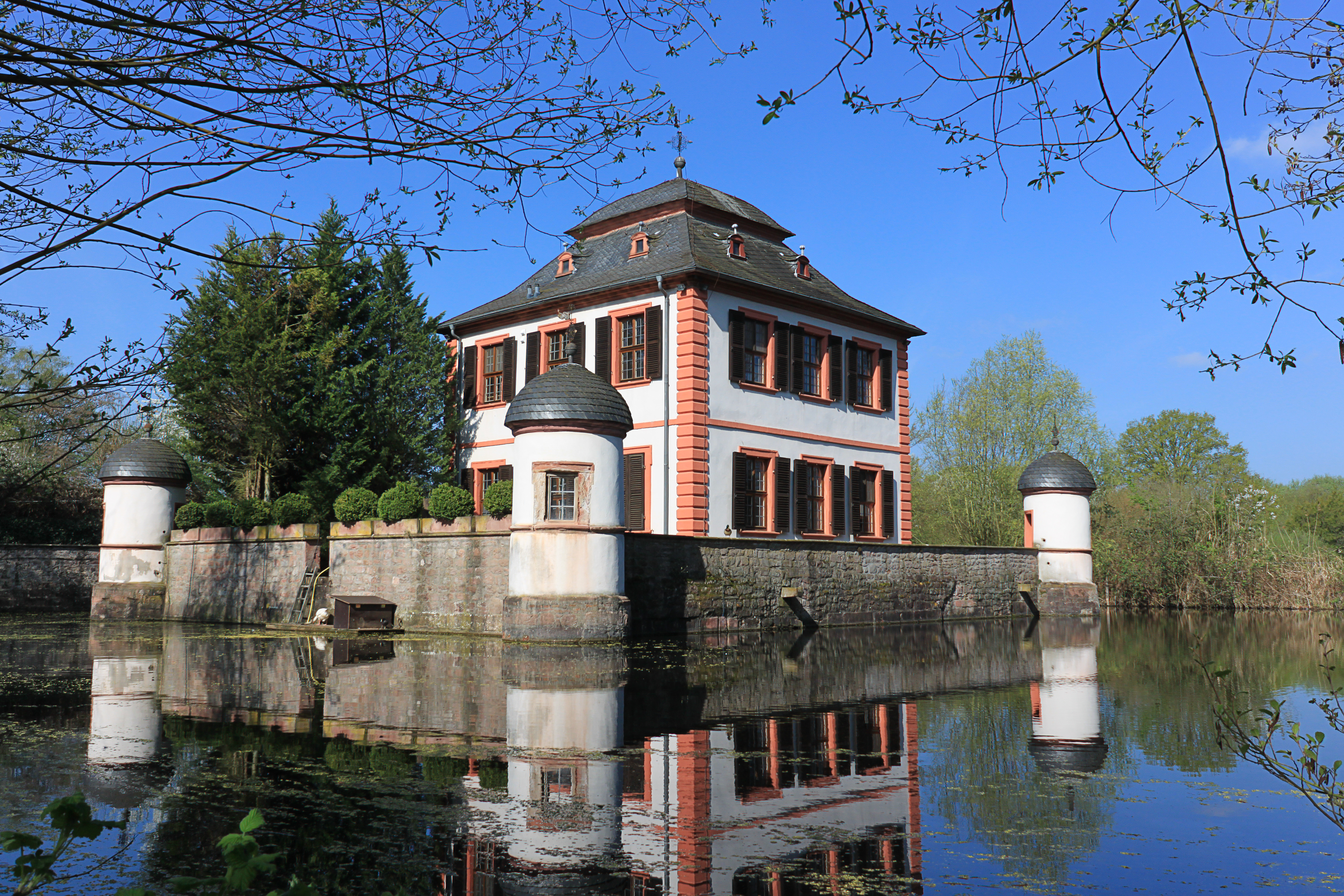
Замок на воде Зелигенштадт

Замок Меспельбрунн построен XV—XVI веках. Расположен в живописных отрогах Шпессарта и представляет собой переходный тип между оборонительным сооружением и роскошным дворцом.
Самым известным владельцем замка был могущественный епископ Вюрцбурга Юлиус Эхтер фон Меспельбрунн. Сейчас в замке располагается музей.

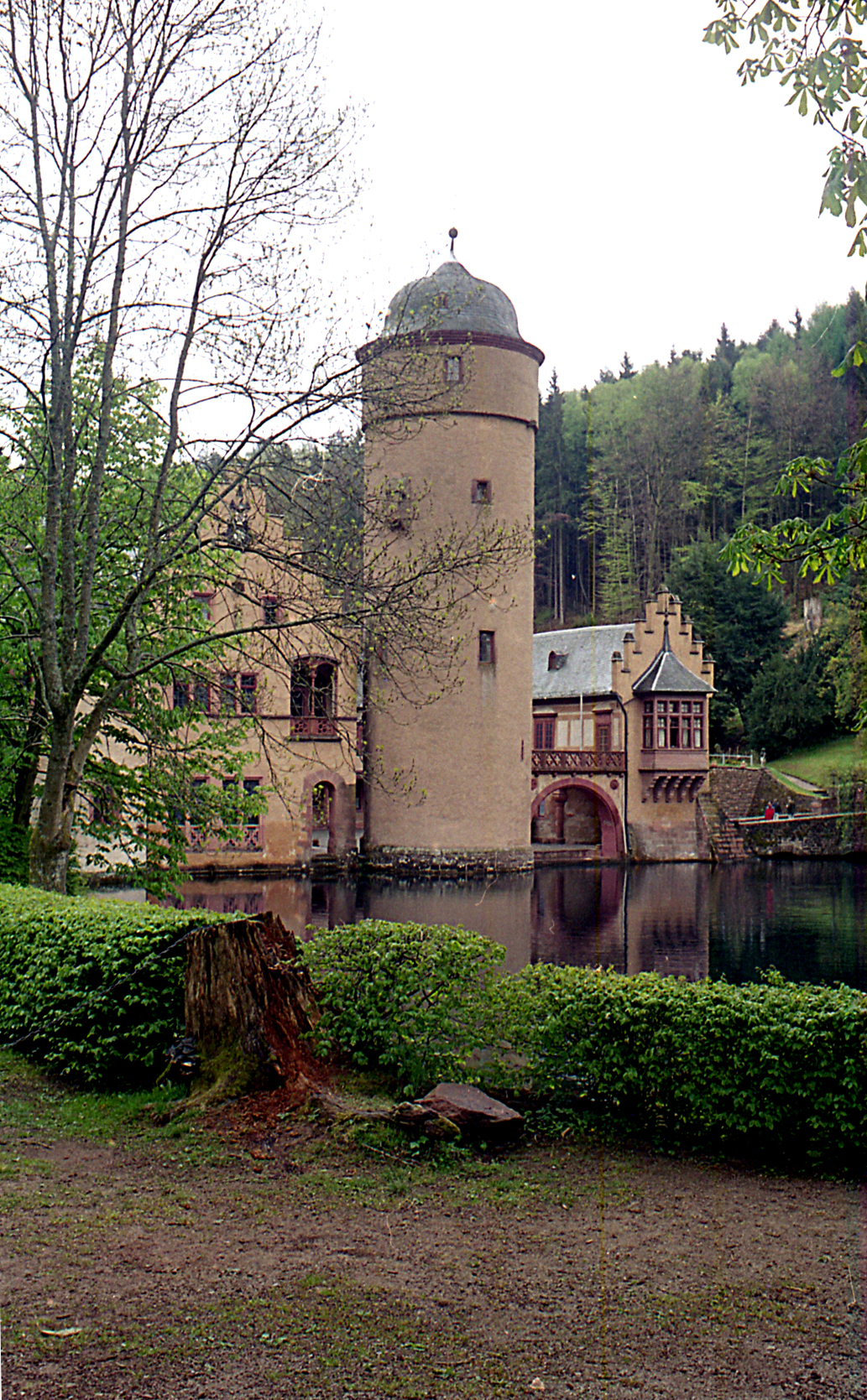
Замок на воде Меспельбрунн.
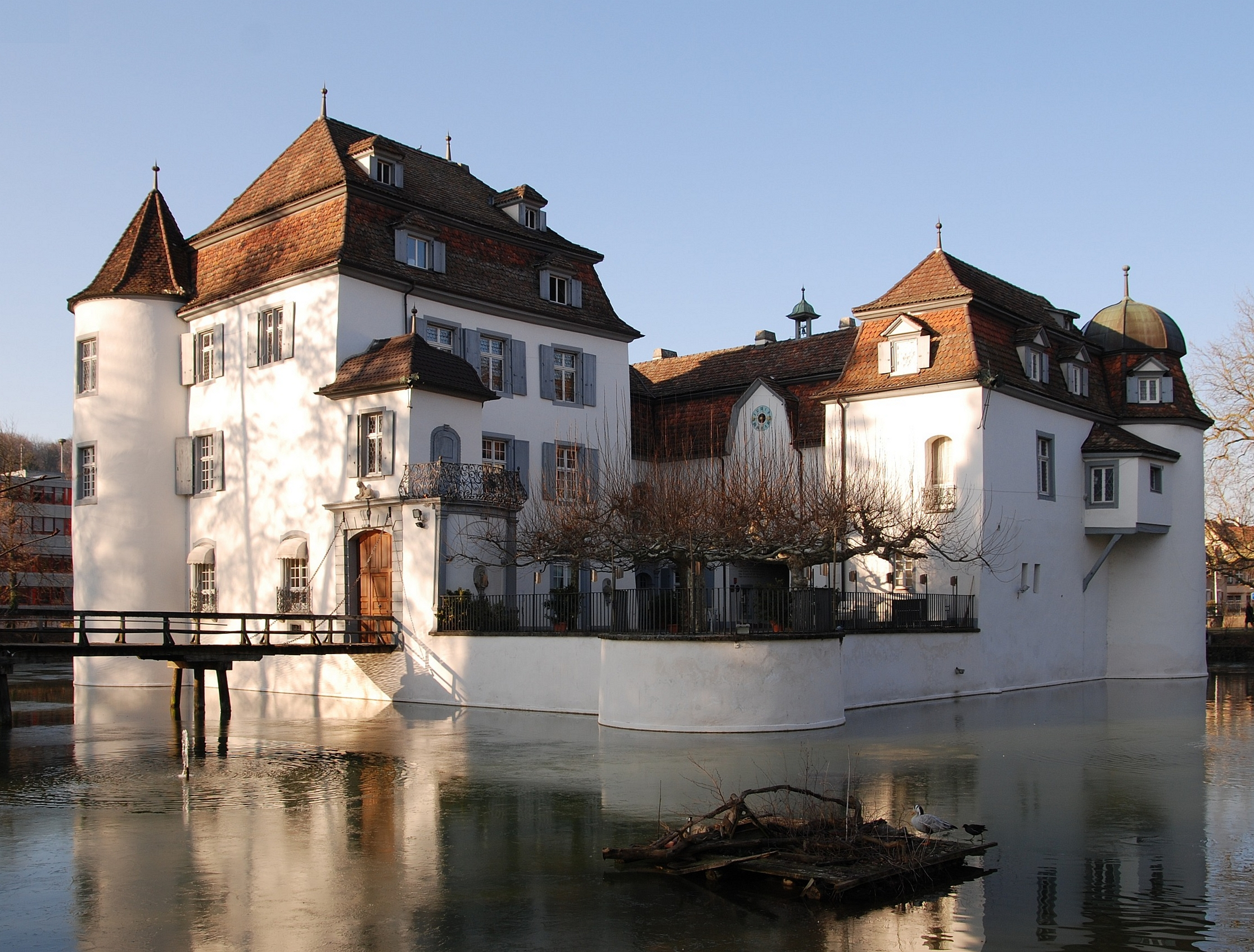
Боттминген, Швейцария.
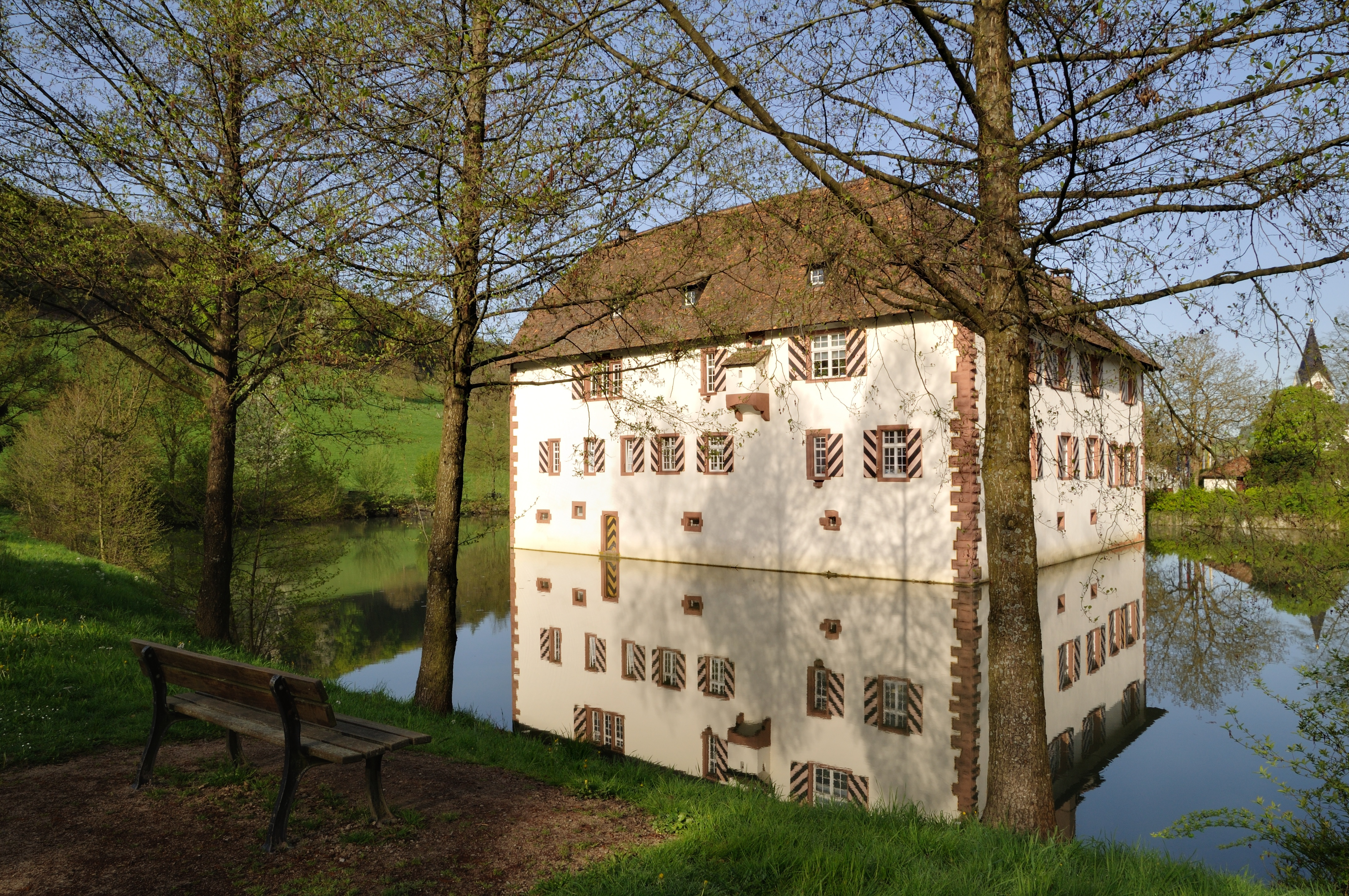
Замок Инцлинген.

### Зелигенштадт
Замок расположен в городе Зелигенштадт в земле Гессен.
Его построили в XVIII веке на месте руин более старой крепости не как оборонительное сооружение, а как загородную резиденцию.

## Литва

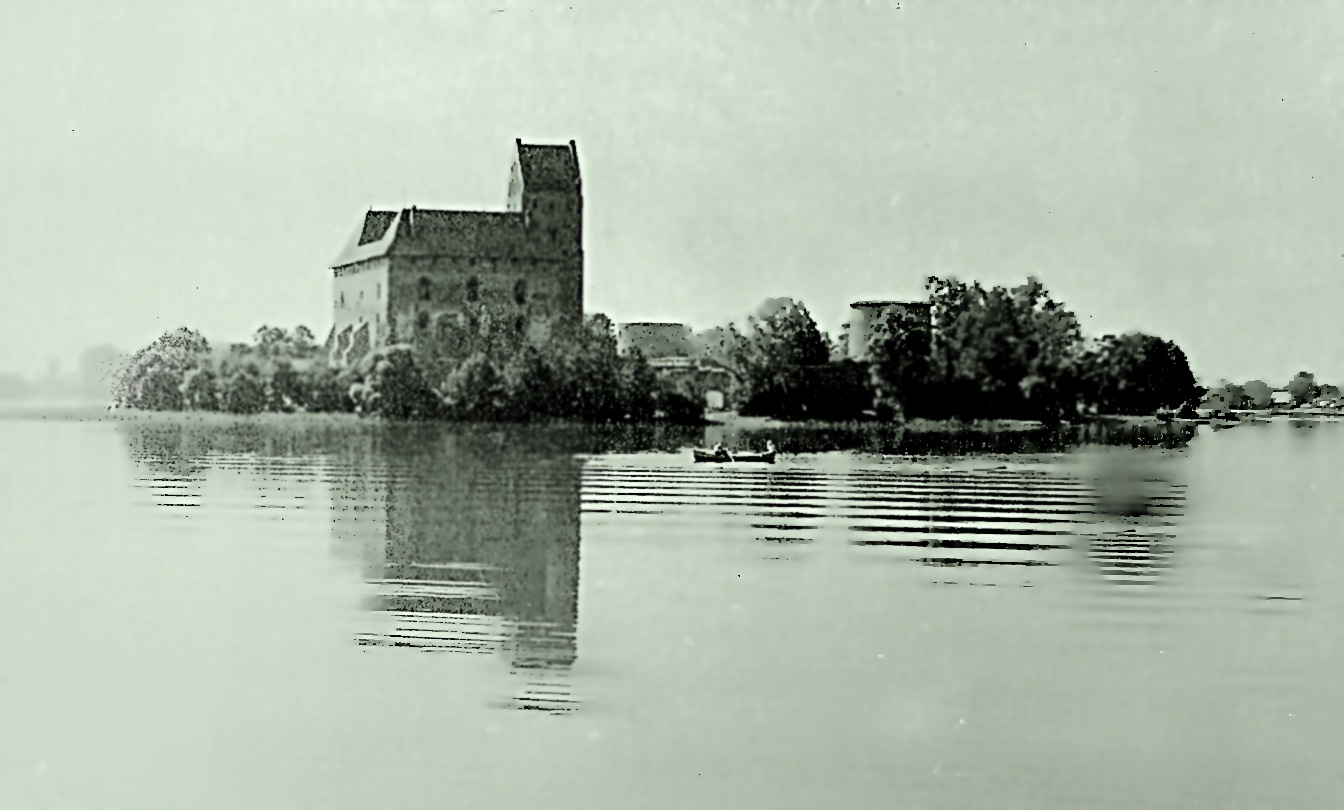
Островной замок в Тракае

Единственным сохранившимся в Литве островным замком является Тракайский замок (XIV—XX века).

## Италия
На равнинных территориях Северной Италии фортификационный приём, заключающийся в окружении замка водой, даёт существенные преимущества. Примером такого замка на воде является замок семейства д’Эсте в Ферраре, известный как замок Эстенсе, который строился 200 лет, начиная с 1385 года.
Важной частью герцогского дворца семейства Гонзаго в Мантуе, построенного в XIII-XVII веках, является замок на воде Castello San Georgio. Владелец замка был настолько уверен в неприступности замка, что устроил свои апартаменты в угловой башне, непосредственно окружённой наполненным водой рвом.
Близость крупного водоёма диктовала необходимость строить замок непосредственно в его водах. Таким замком является построенный в 1250 году на озере Гарда замок Скалигеров, который известен как самый красивый замок на воде в Италии.

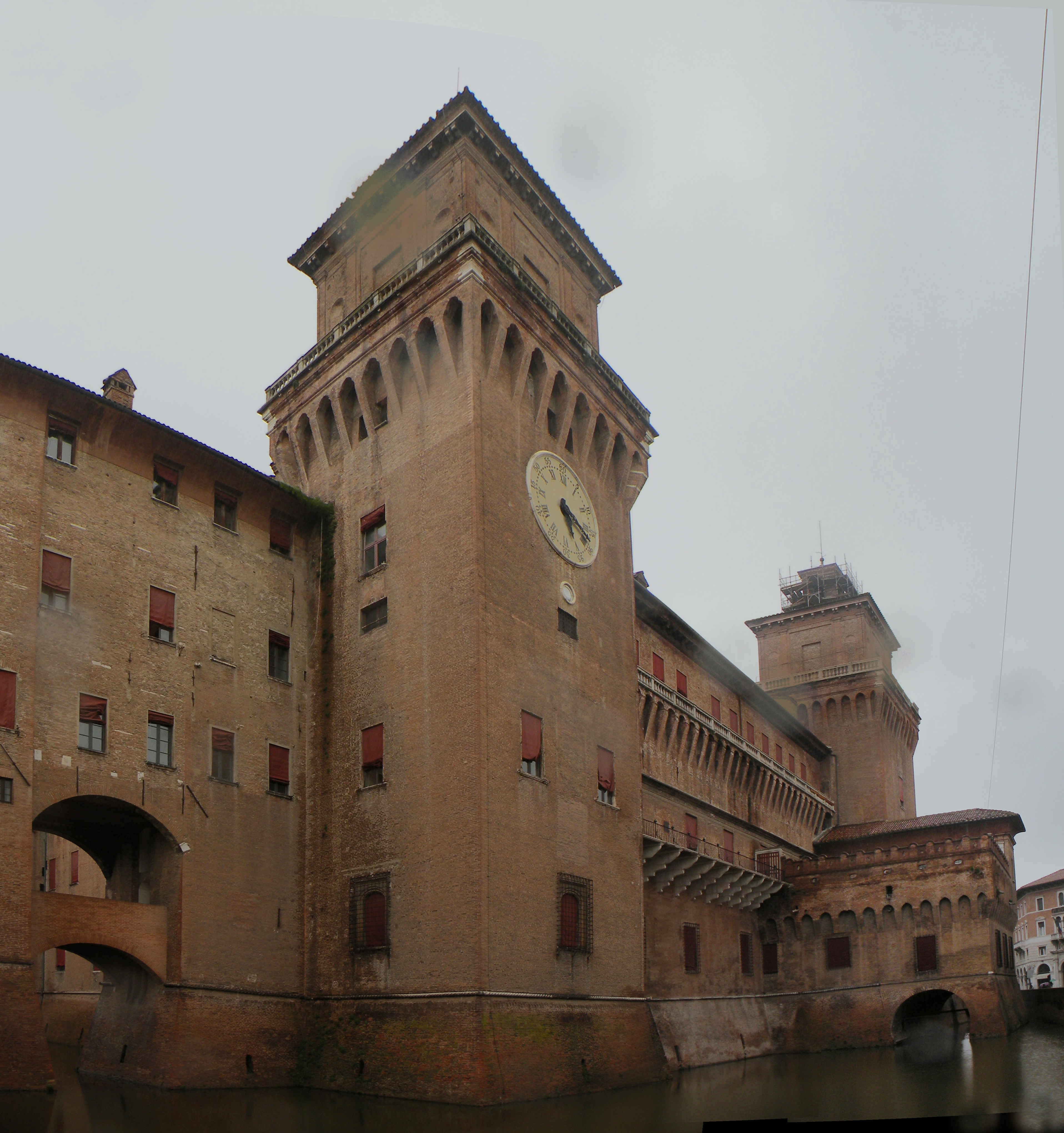
Замок Эстенсе в Ферраре.
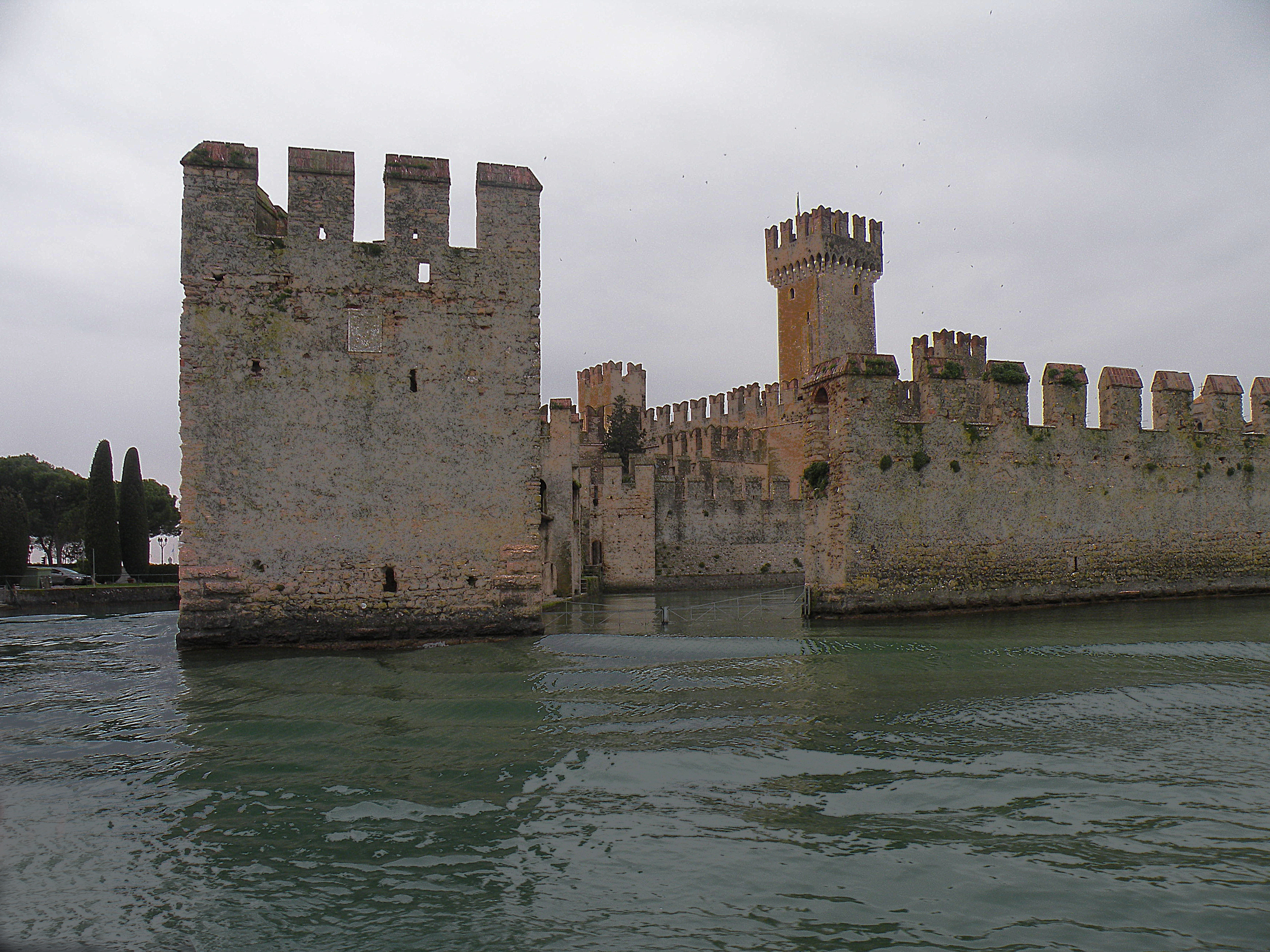
Замок на воде в городке Сирмионе на озере Гарда.
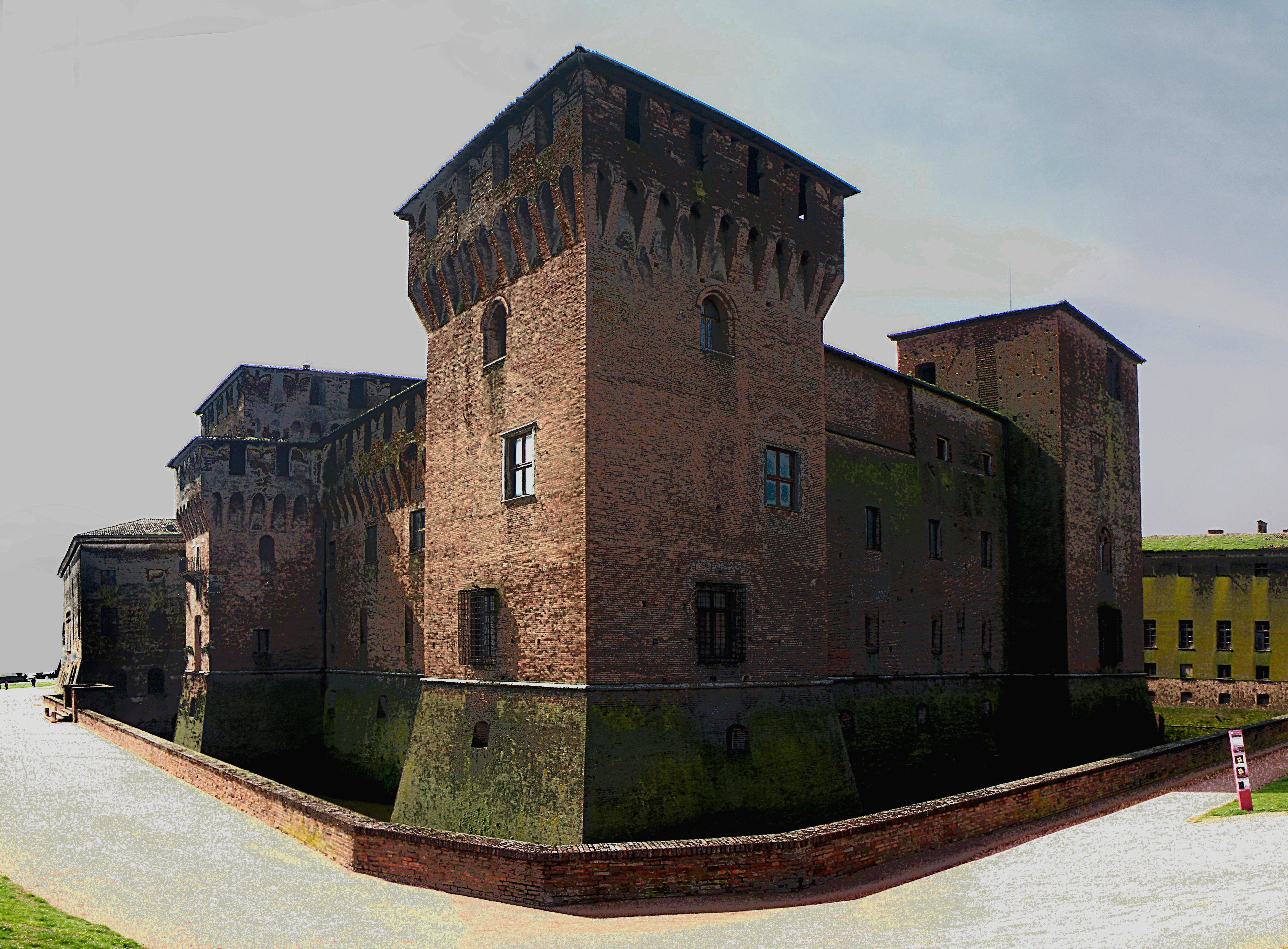
Замок св. Георгия в Мантуе.

## Франция

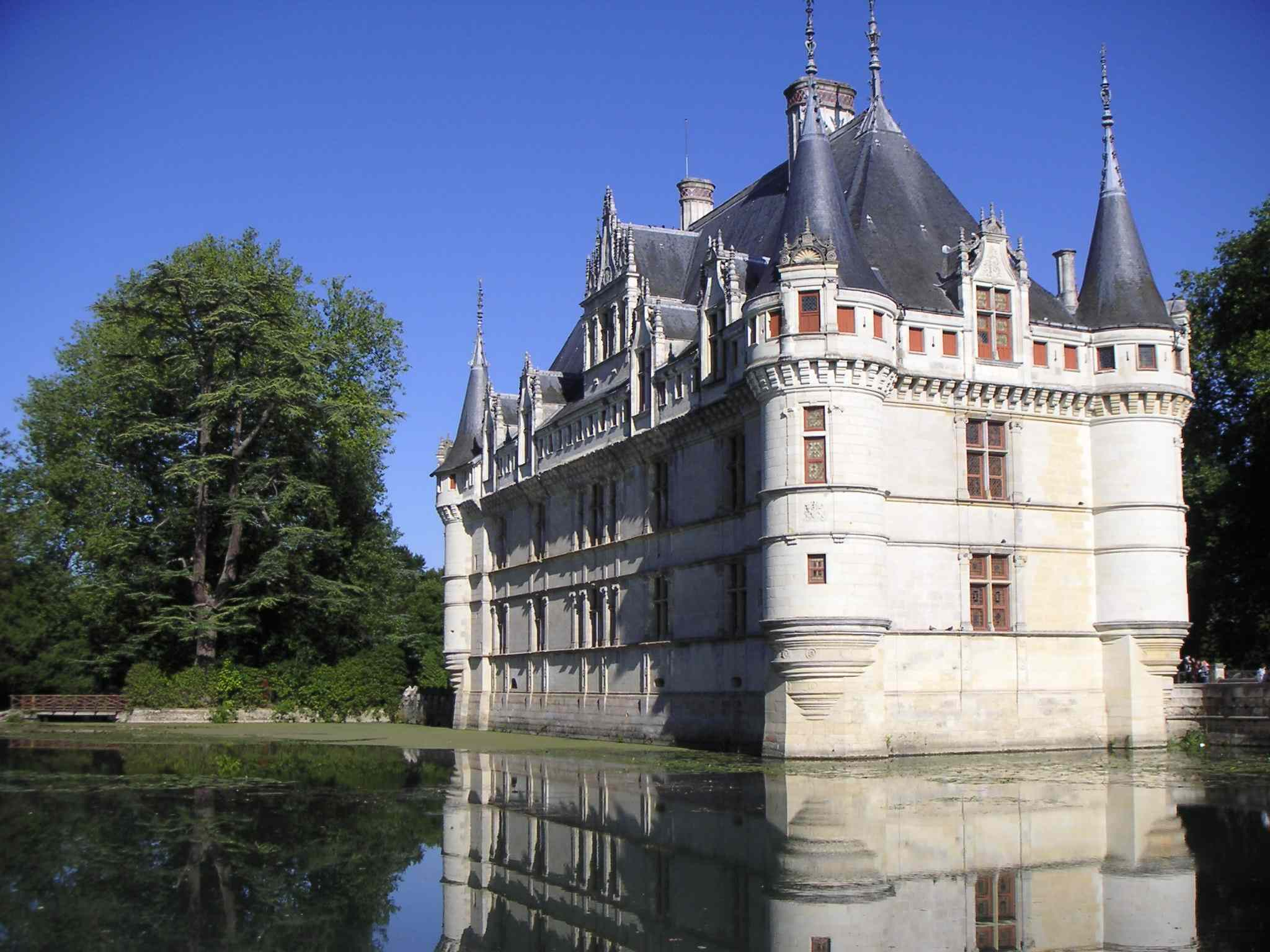
замок Азе-лё-Ридо

Во Франции наиболее известным замком, который был со всех сторон окружен водой и неплохо сохранился с XVI века является замок Азе-лё-Ридо в 20 километрах западнее Тура.

## Швеция
Равнинный характер многих южных областей Швеции привёл к тому, что владельцы очень часто создавали искусственные острова для строительства укреплённых резиденций. Одним из наиболее известных шведских замков на воде считается Глиммингехус. 

## Россия

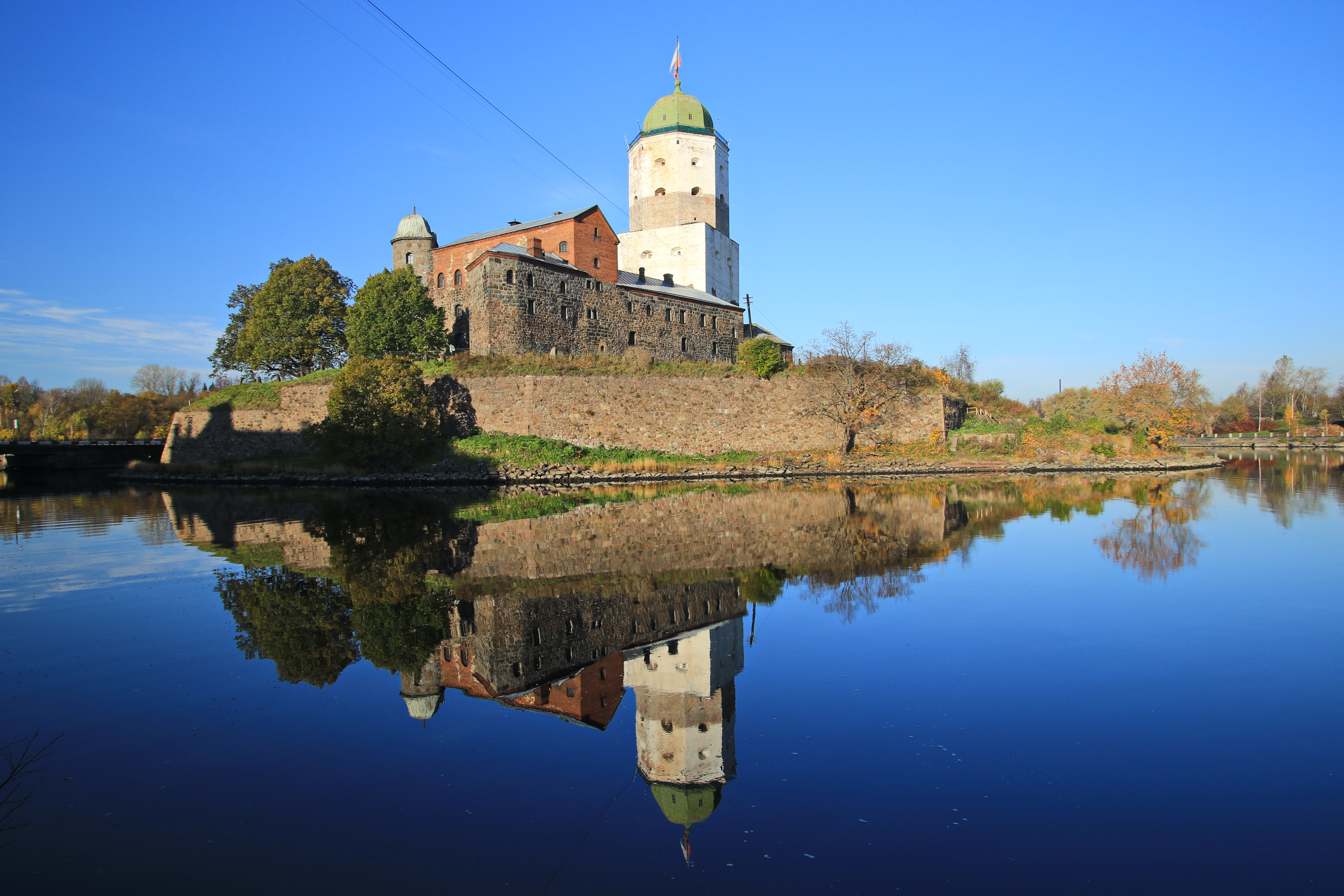
Выборгский замок

В России таким замком является Выборгский замок, основанный в XIII веке на Замковом острове Выборгского залива в устье одного из рукавов реки Вуоксы (позднее пересохшего).
Михайловский замок в Санкт-Петербурге также задумывался как замок на воде, однако вскоре по окончании строительства подъёмные мосты были убраны, а окружавшие замок каналы засыпаны.